# Divadlo (budova)

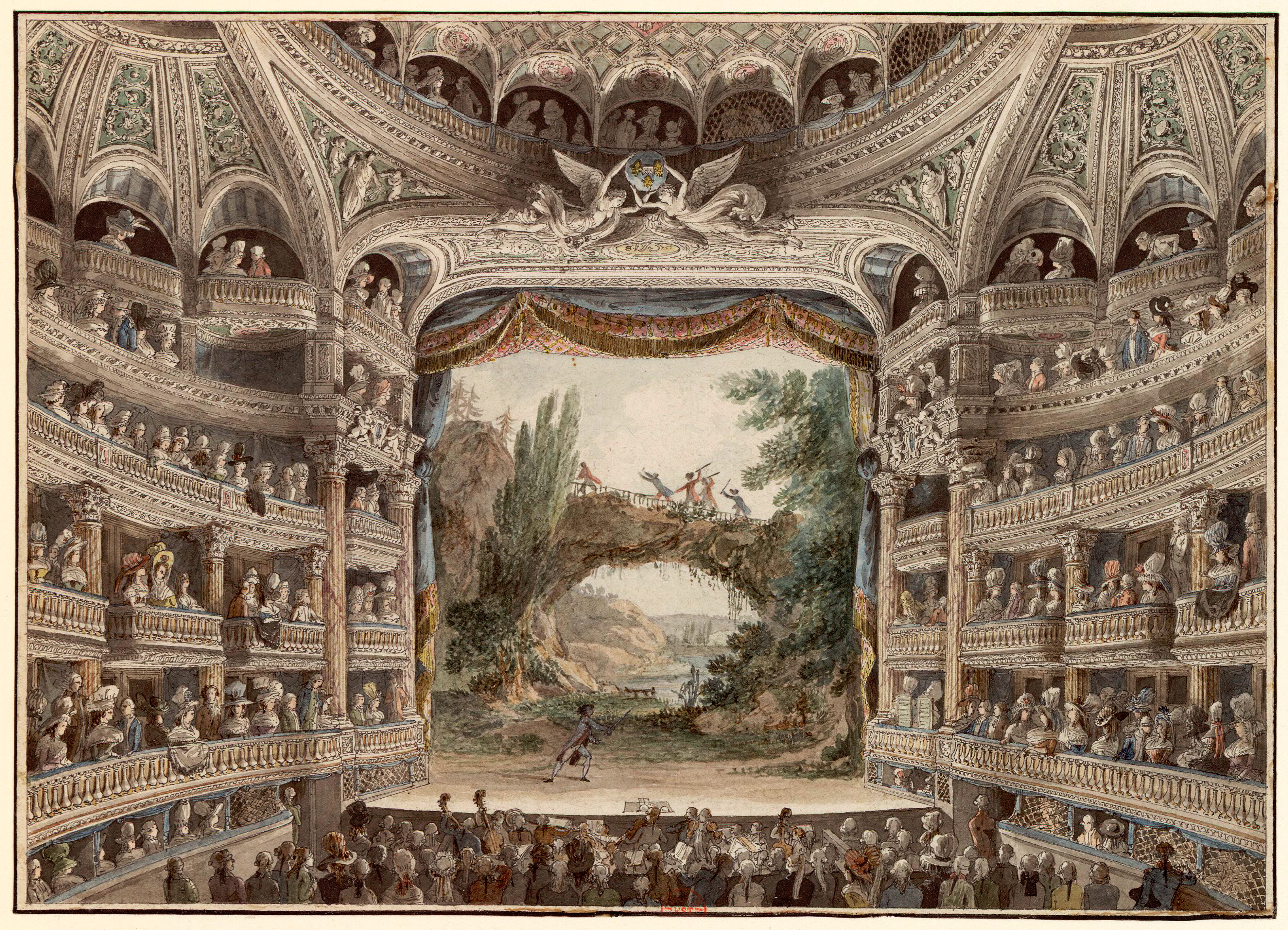
Interiér Comédie-Française v Paříži

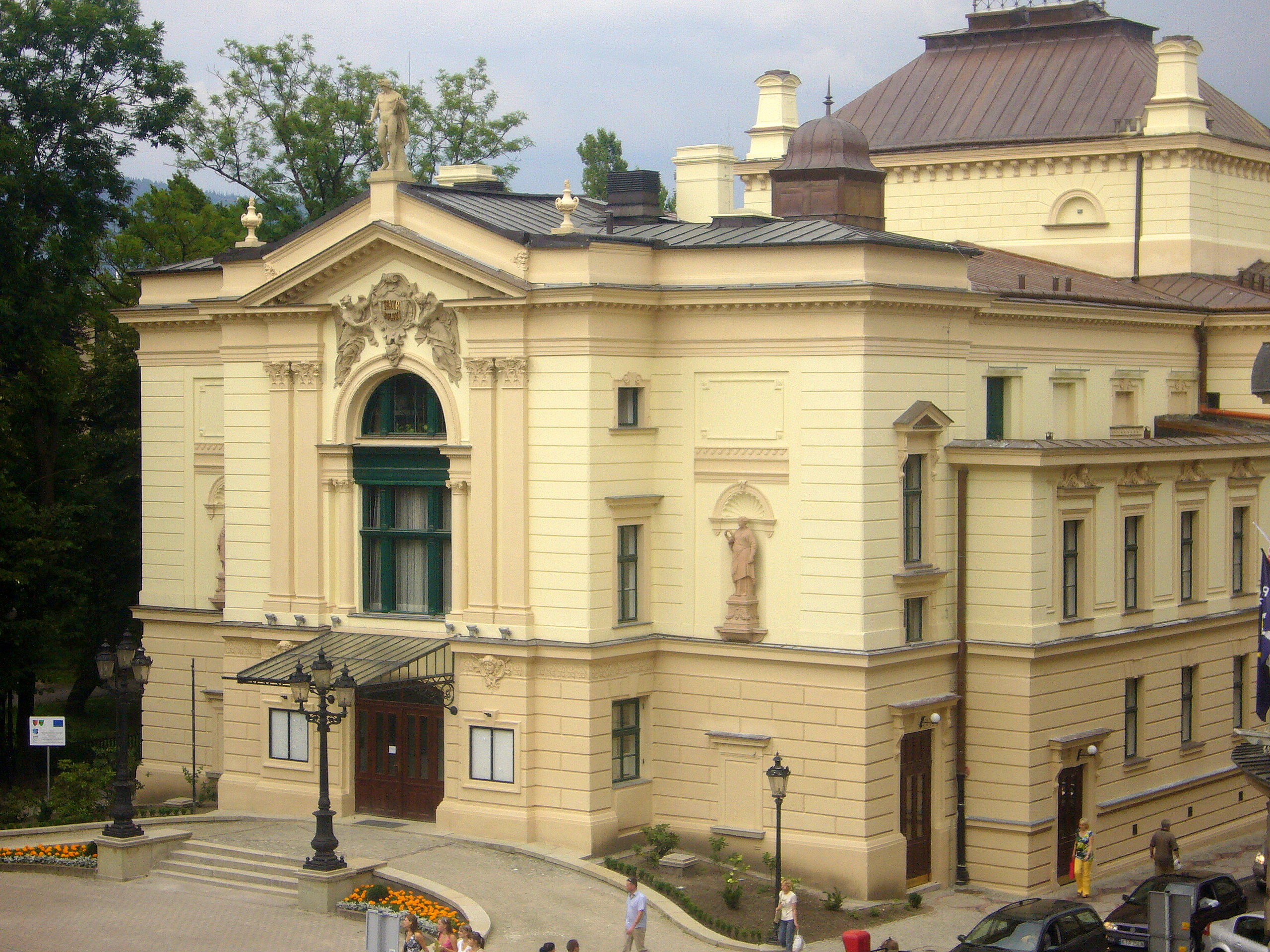
Divadlo v Bílsku-Bělé

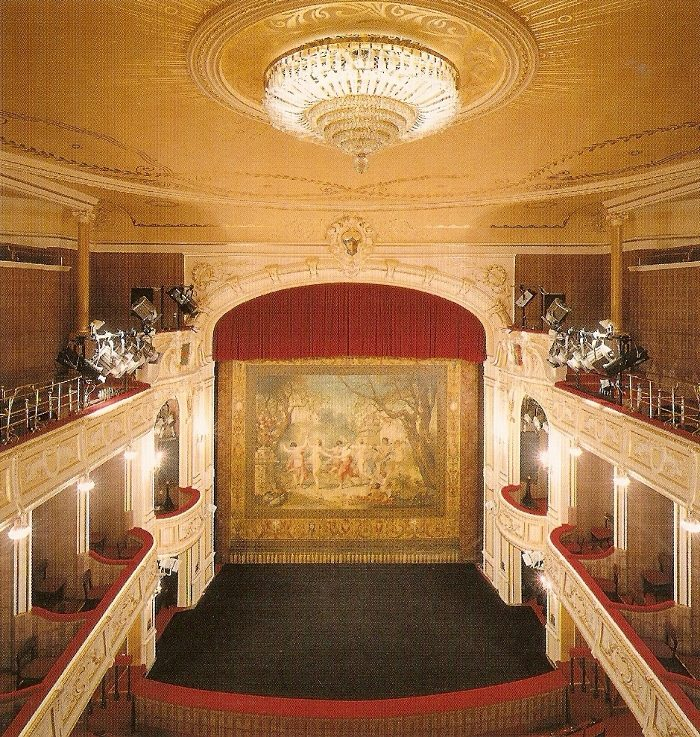
Jeviště

Divadlo je stavba sloužící k předvádění divadelního umění, jednoho z uměleckých druhů, ve kterém se vytváří vztah mezi diváky v hledišti a herci i dalšími účinkujícími na jevišti. Herci specifickými prostředky (hlasem, mimikou, pohybem těla atd.) účinkující zobrazují nějaký děj nebo myšlenku. Jedná se o místo, kde také pravidelně probíhá část divadelního provozu.
Existuje více druhů divadel, záleží zde vždy na typu představení. Může se jednat o divadla vytvořená přesně pro určitý druh představení, obvykle se ale jedná o divadla, která byla postavena jako víceúčelová. Existují divadla otevřená, katedrální stavby, místnosti bez dekorací, tzv. „černé skříňky“, které nemusí mít možnosti pro vytvoření vhodné scény.
Vývoj divadla od řeckého amfiteátru k současnému kukátkovému divadlu směřoval k vytváření dokonalé iluze a typ budovy odpovídal vždy dobové povaze divadelního umění a dále také sociálnímu složení obyvatelstva (převažující masy potenciálních diváků).

## Historický přehled
- Řecké divadlo – jedná se o nejstarší typ divadla. Děj probíhal na kruhové orchestře a později s větším počtem herců na logeionu. Stoupající terén pod širým nebem, tvořící hlediště divadla, ovlivňoval pak jeho tvar, obvykle tvar půlkruhový.
- Římské divadlo – mělo půdorys hlediště vždy ve tvaru půlkruhu. Stoupání hlediště bylo vytvořeno uměle. Po obvodu orchestry se nacházela čestná místa. Hrálo se v pravoúhlém mělkém jevišti, později krytém.
- Středověk – neměl vlastní divadelní tvorbu. Hrávala se náboženská dramata odehrávající se v prostorách kostelů a katedrál, později na náměstích před katedrálou. Jeviště bylo přemístěno na pódium nebo i několik pódií, umístěných do středu náměstí.
- Humanistické divadlo – bylo ovlivněno antikou. Rozvinulo se v Itálii.
- Anglické alžbětinské divadlo – má svůj základ v antickém divadle. Jeviště s přístřeškem mělo téměř čtvercový tvar. Hlediště bylo vystavěno na rovném povrchu a diváci na něm stáli.
- Barokní divadlo – prostor byl přísně rozdělen na jeviště orámované portálem, a hlediště. Využívaly se kulisy a divadelní opona. Mělo tvar podkovy.
- Wágnerovské divadlo – je mezníkem současného tvaru divadel se stupňovitým uspořádáním sedadel, bez radiálně vedených přístupových uliček. Diváci se nacházejí v jednom prostoru a je zde dobrá viditelnost a slyšitelnost. Orchestr je vysunut do proscéna. Divadelní lóže se nalézají vzadu. Poprvé je zde hlediště v době představení zatemněno.
- Moderní divadlo – experimentální divadlo – je univerzálním prostorem, ve kterém se dají vytvořit formy všech předcházejících divadel jakož i další nové varianty.

## Druhy divadla
Podle druhu divadelní formy a jí odpovídajícího jevištního vybavení i velikosti jevištního prostoru rozlišujeme divadla pro operu, operetu, balet, činohru, muzikál, pantomimu, divadlo malých forem apod.
- Opera (operní dům) je nejreprezentativnější divadelní útvar. Prostory hlediště mívají slavnostní ráz, jevištní obraz vyžaduje velké a hluboké jevištní otvory. Boční jeviště a přípravny musí umožňovat rychlou přeměnu dekorací během představení. Vybavení operního prostoru disponuje velkým množstvím zkušeben a šaten. Svět opery podmiňuje oddělení herce od diváka. Orchestřiště tvoří mezi nimi přirozenou hranici (předěl), kterou dále vyznačuje portálový prostor.

- Opereta, balet a muzikál mívají znaky podobné opeře. Působení prostoru nebývá tak bohaté a velkorysé, jako je tomu u opery. Představení mívá obvykle mnohem větší formální volnost, čímž může být dosažen větší kontakt mezi herci a diváky. Orchestřiště obvykle mívá menší měřítko než u opery.

- Činohra klade maximální požadavky na viditelnost a slyšitelnost resp. akustiku divadelního prostoru. Menší počet diváků pak vede k vytvoření intimnějšího výrazu divadelního prostoru. Většinou nevyžaduje orchestřiště, scéna může bezprostředně přecházet až k divákům. Hra někdy přechází až do prostoru hlediště, herci někdy hrají i mezi diváky, dosahuje se většího kontaktu mezi hercem a divákem. Hlavní jeviště se liší od operního jeviště tím, že obvykle nemá žádný sbor, orchestr a balet.

Univerzální typ divadla, který by stejnou měrou odpovídal všem druhům her, neexistuje (s výjimkou experimentálních divadel pro malý počet diváků). Současná tendence vývoje divadelních budov směřuje k určitému typu víceúčelových scén.

## Zvláštnosti českých divadel
- Přírodní divadlo Divoká Šárka – historizující pokus o napodobění antických divadel pod širým nebem v pražské Šárce zejména pro předvádění českých oper Bedřicha Smetany
- Otáčivé hlediště venkovního zámeckého divadla v Českém Krumlově
- RockOpera Praha – jediná půlkruhová divadelní aréna v uzavřených prostorách (podobá se řeckému amfiteátru), nachází se v pražských Holešovicích
- Divadelní panoptikon – Divadelní panoptikon je v pořadí čtvrtý typ divadelní scény, řadící se za kukátko, ulici a arénu. Kruhové jeviště zde obklopuje diváky, sedící uprostřed prostoru na otočných sedadlech. První divadelní panoptikon stojí pod názvem Panoptikon Barikáda na pražském Náměstí Barikád.[1]